# Ketukuba
Albums de Africando
Martina (Africando)
(2003) Africando Best-Of
(2007)
Ketukuba est un septième album du groupe Africando sorti en 2006 et cet album rend hommage au chanteur Gnonnas Pedro et au pianiste cubain Alfredo Rodriguez. 

## Description
« Ketukuba » signifie « de l’origine (l’Afrique) à Cuba » (dans une langue béninoise).
Les voix africaines chantent à Dakar, Bamako et Abidjan, les musiciens africains et cubains sont installés à Paris, et les sections rythmiques, de cordes et de cuivres latinos, résident à New York et Miami.
« Ketukuba » rend hommage au chanteur Gnonnas Pedro et au pianiste cubain Alfredo Rodriguez.
Gnonnas Pedro, disparu en août 2004, intégra le groupe Africando en 1995, à la suite du décès du grand chanteur sénégalais Pape Seck. Gnonnas Pedro était déjà célèbre en Afrique par son travail au sein de sa propre formation, Los Dadjès de Cotonou, qu’il avait formée dans les années soixante.
Alfredo Rodriguez, installé à Paris depuis trente ans, a réalisé les arrangements de trois titres de cet album ; il a disparu de façon abrupte avant même d’avoir pu écouter le mixage de ses ultimes créations.
Les arrangements sont de Boncana Maïga, Alfredo Rodriguez, le chef d’orchestre Miguel Gomez[pas clair] et Nelson Hernandez, compositeur et arrangeur qui était déjà présent sur l'album « Martina » et qui a collaboré notamment avec Celia Cruz, La India et, récemment, le groupe Kékélé.
Parmi les nouveaux arrivés, on découvre deux chanteurs sénégalais, Basse Sarr et Pascal Dieng, ainsi que le Portoricain Joe King (José Reyes, pour l’état civil). Se joignent à eux, en « guests », le chanteur Madilou, (du Zaïre), ainsi que Lodia Mansur (fils du chanteur d’Africando Medoune Diallo).
- Bogne Sirala (descarga-salsa) chanté en langue mandingue, est une demande ferme de décamper : laisse-moi la place libre, quitte mon chemin, sors de là, enfin !
- Malawoo (salsa), chanté en langue wolof, est un appel, une invocation, et une évocation de ce moment où chacun fait appel au soutien d’autrui.
- Coumba Peul (salsa), parle, évidemment, d’une très belle femme de l’ethnie peule. Une autre chanson d’amour, en wolof.
- Ketukuba, le morceau titre de l’album est un guaguanco, qui n’a rien à envier à ses cousins cubains.
- Dieguema (salsa) chanté aussi en wolof, est une chaleureuse invitation au rapprochement. Une chanson d’amour, où l’homme dit à son aimée viens ici près de moi, ne me laisse pas seul.
- Mario (rumba) fut un tube célébré, il y a presque vingt ans, en toute l’Afrique, dans la voix de son créateur le Congolais Franco ; aujourd’hui dans une version salsa, chanté en langue lingala. Il fait référence aux (més)aventures d’un gigolo, un homme à femmes déçu, déchu et latino.
- Viens danser sur le son africando (salsa mandingue), probablement le morceau le plus africain de l’album, traversé de rythmes et tours mélodiques mandingues.
- Fatalikou (guajira) aux allures de boléro, chanté en wolof, comme un tour de la mémoire. Il fait référence à une femme qui adore les enfants, mais qui n’en a pas. Et ça, en Afrique, c’est une innommable tragédie.
- Sagoo (guaguanco) avec un intermède couleur cumbia, interprété en wolof. C’est un chant de paix, un appel à la quiétude. Mais aussi, un appel à la solidarité entre les hommes, une invitation à ne pas se moquer du malheur de son prochain. Il rappelle à ceux qui l’auront oublié, que le destin de l’homme serait une affaire divine.
- Kër (salsa) c’est le chant d’un fils à son père. Reconnaissant de sa protection, il lui dit : père tu es mon arbre, tu es mon ombre. En wolof, c’est Lodia qui chante à Medoune.

## Listes des pistes
| No  | Titre                                 | Auteur          | Durée |
| --- | ------------------------------------- | --------------- | ----- |
| 1.  | Bogne Sirala                          | Amadou Balaké   | 6:30  |
| 2.  | Malawoo                               | Pascal Dieng    | 4:54  |
| 3.  | Coumba Peul                           | Medoune Diallo  | 4:42  |
| 4.  | Ketukuba (en hommage à Gnonnas Pédro) | Africando       | 5:33  |
| 5.  | Dieguema                              | Basse Sarr      | 4:13  |
| 6.  | Mario (reprise de Franco Luambo)      | Madilu System   | 8:38  |
| 7.  | Viens danser sur le son africando     | Sekouba Bambino | 4:53  |
| 8.  | Fatalikou                             | Africando       | 4:40  |
| 9.  | Sagoo                                 | Pascal Dieng    | 5:11  |
| 10. | Kër                                   | Medoune Diallo  | 4:16  |
| 11. | Nina Nina                             | Joe King        | 4:34  |

## Musiciens ayant participé dans cet album

### Chanteur d'Africando
- Amadou Balaké
- Pascal Dieng
- Medoune Diallo
- Basse Sarr
- Sekouba Bambino

### Invité
- Madilu System
- Joe King